# George R. R. Martin
George Raymond Richard Martin (Bayonne, 20 de setembro de 1948), nascido George Raymond Martin e mais conhecido como George R. R. Martin ou simplesmente GRRM, é um roteirista e escritor de ficção científica, terror e fantasia norte-americano. É mais conhecido por escrever a série de livros de fantasia épica As Crônicas de Gelo e Fogo.
Em 2005, Lev Grossman da revista Time chamou Martin de "o Tolkien americano", e em 2011, ele foi incluído na lista da Time das 100 pessoas mais influentes do mundo.

## Biografia

### Vida pessoal
George nasceu na cidade de Bayonne, no estado de Nova Jersey, a 15 km de Nova York, no dia 20 de setembro de 1948. Filho de Raymond Collins Martin, um estivador, e de sua esposa, Margaret Brady Martin, doméstica, George possui ainda duas irmãs mais novas, Darleen (nascida em 1949) e Janet (nascida em 1950). Batizado como "George Raymond Martin", decidiu, ainda na adolescência, adotar "Richard" como um de seus nomes. De família humilde, o escritor e sua família residiram, durante muitos anos de sua infância, em casas populares construídas pelo governo local de Bayonne para abrigar pessoas de baixa renda, principalmente imigrantes europeus que fugiram da Segunda Guerra Mundial e se estabeleceram na cidade de Nova Iorque e seus arredores. Martin possui ascendência alemã, britânica e italiana por parte de pai, e francesa e irlandesa por parte de mãe.
Quando jovem, ele se tornou um leitor ávido de quadrinhos de super-heróis. A edição de novembro de 1968 do Quarteto Fantástico possui uma nota ao editor que Martin escreveu quando ainda estava na escola. Ele credita à atenção que recebeu com a carta, junto com seu interesse em quadrinhos, como sua inspiração para se tornar escritor.
Em 1970, Martin recebeu seu diploma de bacharel em jornalismo pela Universidade Northwestern, de Illinois. No ano seguinte, pela mesma universidade, o autor completou um mestrado em jornalismo.
Em 15 de fevereiro de 2011, Martin se casou com sua namorada de longa data, Parris McBride, em uma pequena cerimônia para amigos e familiares em sua casa em Santa Fé, Novo México. O casal trocou alianças inspiradas em anéis célticos, feitos sob encomenda por artesãos locais.

### Carreira

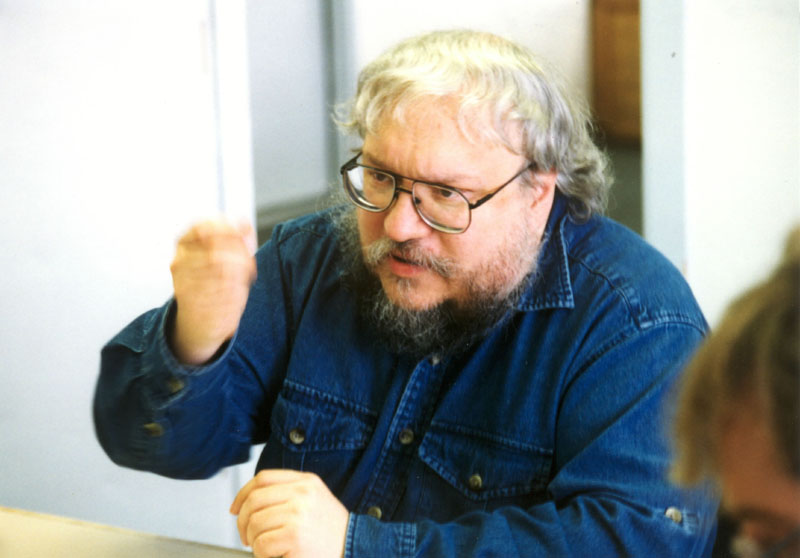
Martin em 1998.

Martin começou a escrever contos de ficção científica no começo da década de 1970. Apesar de o início de sua carreira não ter sido fácil (uma de suas histórias foi rejeitada por diferentes revistas 42 vezes), ele nunca se desencorajou. Sua primeira história indicada para o Hugo e para o Nebula foi With Morning Comes Mistfall, publicada na revista Analog Science Fiction and Science Fact em 1973. Apesar de não ter vencido nenhum dos prêmios, Martin não se importou, afirmando que se juntar ao Clube dos "Perdedores do Hugo e Nebula" foi uma grande realização para ele.
Apesar de muito de sua obra ser de fantasia ou terror, alguns de seus trabalhos iniciais se encaixavam em ficção científica ou em história futura. Ele também escreveu pelo menos uma obra de cunho político-militar, "Night of the Vampyres".
Durante a década de 1980, Martin começou a escrever para a televisão e trabalhar como editor de livros. Para a televisão, ele trabalhou nas séries The New Twilight Zone e Beauty and the Beast. Como editor de livros, ele supervisionou o desenvolvimento da série Wild Cards, que continua sob sua direção e edição, com mais de vinte volumes publicados. Em 2012, a série celebrou seu aniversário de 20 anos.
A novela de Martin, "Nightflyers", foi adaptada em um filme no ano de 1987.
Em 2020, foi anunciado que Martin também tem se dedicado no desenvolvimento do jogo eletrônico Elden Ring, uma parceria conjunta e inédita com Hidetaka Miyazaki da From Software.

### As Crônicas de Gelo e Fogo

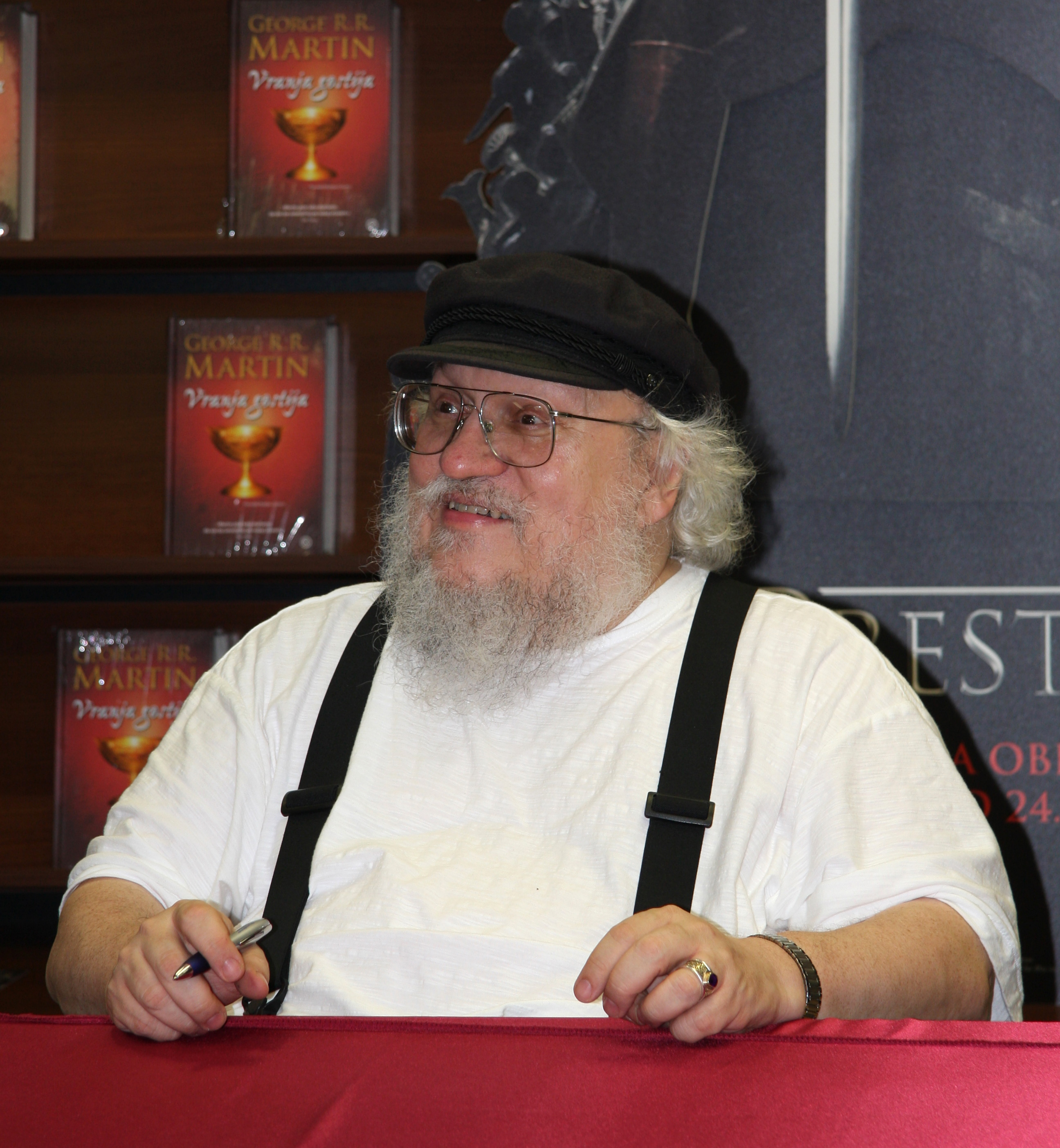
George R. R. Martin em 2011

Em 1991, Martin voltou a escrever livros, começando a escrever aquilo que eventualmente se tornaria a série de fantasia épica As Crônicas de Gelo e Fogo (ostensivamente inspirada na Guerra das Rosas e em Ivanhoé), com, inicialmente, três volumes planejados. Agora, no entanto, a estimativa é que sejam sete ao todo, com cinco já publicados e sem uma data prevista para os dois últimos. O primeiro volume, A Guerra dos Tronos, foi publicado em 1996. Em novembro de 2005, O Festim dos Corvos, o quarto volume da série, se tornou o livro mais vendido da lista do The New York Times e do The Wall Street Journal.

#### Série de TV
Em 2007, a HBO comprou os direitos para televisão de toda a série e, em 17 de abril de 2011, estreou a primeira temporada de Game of Thrones, cujos dez episódios cobrem o primeiro livro da série. Dois dias após a estreia, a HBO anunciou que havia renovado a série para uma segunda temporada depois das críticas extremamente positivas e do número inicial de espectadores do primeiro episódio, 4,2 milhões.

### Romances
- A Morte da Luz (1977)
- Nightflyers (1980)
- Santuário dos Ventos (1981), com Lisa Tuttle
- Sonho Febril (1982)
- The Armageddon Rag (1983)
- Caçador em Fuga (2007), com Gardner Dozois e Daniel Abraham

#### SérieAs Crónicas de Gelo e Fogo
| Ano          | Título original      | Título no Brasil      |
| ------------ | -------------------- | --------------------- |
| 1996         | A Game of Thrones    | A Guerra dos Tronos   |
| 1998         | A Clash of Kings     | A Fúria dos Reis      |
| 2000         | A Storm of Swords    | A Tormenta de Espadas |
| 2005         | A Feast for Crows    | O Festim dos Corvos   |
| 2011         | A Dance with Dragons | A Dança dos Dragões   |
| Sem previsão | The Winds of Winter  | Ainda não publicado   |
| Sem previsão | "A Dream of Spring"  | Ainda não publicado   |

#### Novelas da série
- Coleção Dunk e Egg:

1. O Cavaleiro Andante (1998)
2. A Espada Juramentada (2003)
3. O Cavaleiro Misterioso (2018)

- Prequelas:
  - The Princess and the Queen (2013)
  - The Rogue Prince (2014)
  - The Sons of the Dragon (2017)
  - Fogo & Sangue (2018)

### Outras novelas
- Night of the Vampyres, originalmente em Amazing, 1975, republicada em The Best Military Science Fiction of the 20th Century
- The Skin Trade (1989) da coletânea a seis mãos Dark Visions.
- Shadow Twin (2005), com Gardner Dozois e Daniel Abraham

### Livros infantis
- O Dragão de Gelo (publicado originalmente em 1980,[11] ilustrada e reimpressa em outubro de 2006)

#### Coletâneas
- A Song for Lya (1976)
- Songs of Stars and Shadows (1977)
- Sandkings (1981)
- Songs the Dead Men Sing (1983)
- Nightflyers (1985)
- Tuf Voyaging (1987, coletânea de histórias interligadas)
- Portraits of His Children (1987)
- Quartet (2001)
- GRRM: A RRetrospective (2003; reimpresso em 2006 e 2007 como Dreamsongs)

### Editor

#### Wild Cards
(também contribuiu em muitos volumes)
- Wild Cards I: O Começo de Tudo (1987)
- Wild Cards II: Ases nas Alturas (1987)
- Wild Cards III: Apostas Mortais (1987)
- Wild Cards IV: Ases Pelo Mundo (1988)
- Wild Cards V: Jogo Sujo (1988)
- Wild Cards VI: Ace in the Hole (1990)
- Wild Cards VII: Dead Man's Hand (1990)
- Wild Cards VIII: One-Eyed Jacks (1991)
- Wild Cards IX: Jokertown Shuffle (1991)
- Wild Cards X: Double Solitaire (1992)
- Wild Cards XI: Dealer's Choice (1992)
- Wild Cards XII: Turn of the Cards (1993)
- Wild Cards: Card Sharks (1993) (Livro I da Trilogia "New Cycle")
- Wild Cards: Marked Cards (1994) (Livro II da Trilogia "New Cycle")
- Wild Cards: Black Trump (1995) (Livro III da Trilogia "New Cycle")
- Wild Cards: Deuces Down (2002)
- Wild Cards: Death Draws Five (2006)
- Wild Cards: Inside Straight (2008) (Livro I da Trilogia "Committee triad")
- Wild Cards: Busted Flush (2008) (Livro II da Trilogia "Committee triad")
- Wild Cards: Suicide Kings (2009) (Livro III da Trilogia "Committee triad")
- Wild Cards: Fort Freak (2011)

#### Outros
- Warriors (TBA)
- Songs of the Dying Earth
- Starlady & Fast-Friends
- In the House of the Worm
- Arms of the Kraken
- Songs of Ice & Fire
- Down this Strange Streets

## Premiações
- "A Song for Lya", Hugo Award de 1975 por Best Novella.
- "Sandkings", Hugo Award de 1980 por Best Novelette e Nebula Award por Best Novelette.
- "The Way of Cross and Dragon", Hugo Award de 1980 por Best Short Story.
- "Portraits of His Children", Nebula Award de 1986 por Best Novelette.
- "The Pear-Shaped Man", Bram Stoker Award de 1988 por Long Fiction.
- "The Skin Trade", World Fantasy Award de 1989 por Best Novella.
- "Blood of the Dragon", Hugo Award de 1997 por Best Novella.
- "A Tormenta de Espadas", indicado ao Hugo Award de 2001 na categoria Best Novel.
- "O Festim dos Corvos", indicado ao Hugo Award (Best Novel), Quill Award e British Fantasy Award de 2006.
- "A Dança dos Dragões", indicado ao Hugo Award de 2012 na categoria Best Novel.